# Dodge Shadow
La Dodge Shadow et la Plymouth Sundance sont des voitures polyvalentes 3 et 5 portes à hayon, qui ont été introduites en 1987 par la Chrysler Corporation. Pour 1991, une variante cabriolet a été ajoutée à la gamme Shadow, mais pas à la gamme Sundance. Le modèle 3 portes à hayon a remplacé la Dodge charger (L-Body), alors que la 5 portes a remplacé la Dodge Omni. Avec l'acquisition d'American Motors par Chrysler en 1987, la Shadow/Sundance a également remplacé la Renault Alliance, marquant le retrait officiel de Renault aux États-Unis et des marchés Canadiens.
Le premier véhicule est sorti de Sterling Heights Assembly le 25 août 1986. La Shadow/Sundance a été également vendue en Europe de 1988 à 1991, comme la Chrysler ES. La production a pris fin le 9 mars 1994, remplacées par la Dodge Neon.

## Conception
La Shadow / Sundance utilisait une variante de la plate-forme K-car, la P-body, qui reposait sur une combinaison de la suspension de la Dodge Daytona (à côté de certains de ses styles intérieurs) et d'une version raccourcie de la carrosserie de la Dodge Lancer. Bien qu'elles semblaient avoir un coffre, c'était en fait un hayon. Chrysler considérait le hayon comme une particularité et la publicité y faisait référence comme "une polyvalence cachée"; la capacité de stockage relativement importante de ces véhicules était un argument de vente majeur pour la marque. La Peugeot 309, conçue pour remplacer la Chrysler Horizon européenne, utilisait une configuration similaire.

### Sécurité
Une ceinture de sécurité motorisée côté passager a été ajoutée à la Shadow sur le marché américain en 1994, afin de se conformer à l'exigence de la norme de sécurité automobile fédérale n ° 208 relative aux dispositifs de retenue passifs. Ces ceintures de sécurité motorisées n'étaient pas conformes aux normes de sécurité du Canada; Les Shadow du marché canadien ont continué à utiliser une ceinture de sécurité manuelle pour passagers et les Shadow de 1994 ne pouvaient être importées légalement de l'autre côté de la frontière canado-américaine,.
À l’époque, la Shadow / Sundance était la voiture la moins chère du marché avec un coussin gonflable de sécurité (« airbag ») latéral côté conducteur, qui avait été standard sur toutes les voitures Chrysler Corporation du marché américain en 1990, ce qui leur conférait une remarquable note de crash test pour une voiture de cette taille à l'époque.
| Année | Conducteur | Passager avant |
| ----- | ---------- | -------------- |
| 1991  |            |                |
| 1992  |            |                |
| 1993  |            |                |

### Moteurs
Les Shadow / Sundance étaient vendues avec une variété de moteurs à quatre cylindres, tous de 2,2 ou 2,5 litres, certains étant turbocompressés. Les versions à aspiration naturelle étaient à injection de carburant, à l'exception de celles vendues au Mexique qui étaient à carburateurs. Les moteurs ont été réglés en fonction du couple plutôt que de la puissance, résultant en des nombres de puissance et de couple qui semblent être inversés par rapport à des concurrents tels que la Honda Civic. Un moteur V6 de 3,0 L construit par Mitsubishi a été ajouté plus tard, remplaçant les moteurs à turbocompresseur. Tous les moteurs étaient disponibles avec une boîte de vitesses manuelle à cinq vitesses, tandis qu'une boîte automatique à trois vitesses était en option sur les voitures équipées de quatre cylindres et une boîte automatique à 4 vitesses était en option sur les voitures à moteur V6.
| Années  | Moteur                                    | Puissance       | Couple  | Notes    |
| ------- | ----------------------------------------- | --------------- | ------- | -------- |
| 1987–94 | Quatre cylindres en ligne K de 2.2        | 93 ch (69 kW)   | 165 N m |          |
| 1987–88 | Quatre cylindres en ligne Turbo I de 2.2  | 146 ch (109 kW) | 230 N m |          |
| 1988–94 | Quatre cylindres en ligne K de 2.5        | 100 ch (75 kW)  | 183 N m |          |
| 1989–92 | Quatre cylindres en ligne Turbo I de 2.5  | 150 ch (112 kW) | 258 N m | Shadow   |
| 1989–91 | Quatre cylindres en ligne Turbo I de 2.5  | 150 ch (112 kW) | 258 N m | Sundance |
| 1990    | Quatre cylindres en ligne Turbo IV de 2.2 | 175 ch (130 kW) | 278 N m | Shadow   |
| 1992–94 | V6 6G72 de 3.0                            | 141 ch (105 kW) | 232 N m |          |

## Changements d'année en année
- 1989 : La Shadow / Sundance a reçu un lifting, avec les phares à faisceau scellé mis au rebut au profit d'unités composites plus aérodynamiques. Une toute nouvelle calandre et des nouveaux feux arrière faisaient également partie des changements.
- 1990 : Un airbag côté conducteur était désormais de série sur tous les modèles et la transmission manuelle a été modifiée pour faciliter le passage en marche arrière en passant de la position «gauche de la première» à la position «en dessous de la cinquième vitesse».
- 1991 : Une version convertible de la Shadow a fait ses débuts, la même année où la finition "de base" des modèles coupé et berline a été divisé en version d'entrée de gamme "America" ou S (S était utilisé sur les versions du marché canadien) et les finitions Highline de niveau intermédiaire.
- 1992 : Un V6 de 3,0 L construit par Mitsubishi a été ajouté à la gamme, remplaçant les moteurs turbocompressés.
- 1993 : Un ABS Bendix-4 basse pression était disponible.

## Options
Les fonctionnalités ont varié au fil des ans, mais certaines fonctionnalités comprenaient: vitres électriques, rétroviseurs à réglage électrique, serrures électriques, siège conducteur à réglage électrique, régulateur de vitesse, volant inclinable, essuie-glaces à retard intermittent variable, console au pavillon avec lampes de lecture et affichage de boussole / température, tableau de bord «Highline» amélioré avec tachymètre, finition "Light" qui ajoutait de l'éclairage dans le coffre, la boîte à gants, un éclairage monté sous le capot et des interrupteurs de plafonnier au porte arrière (modèles 4 portes), déverrouillage du coffre à distance, dégivreur de lunette arrière, feux de brouillard, roues mag, freins à disque aux quatre roues, système audio Infinity, un lecteur de cassettes, un toit ouvrant, système de freinage antiblocage et sur les voitures équipées de turbocompresseur, il y avait aussi une jauge de boost et un centre de messages qui surveillait quatre fonctions du véhicule, porte entrouverte, niveau de liquide de lave-glace, etc.

### Niveaux de finition
Hayon :
- Base : 1987-1990, 1993-1994
- America/S : 1991-1992
- Highline : 1991-1992
- ES : 1987-1994 (Shadow)
- RS : 1988-1991 (Sundance)
- Duster : 1992-1994 (Sundance)

Convertible :
- ES : 1991-1993
- Highline : 1991-1993

## Plymouth Sundance
Pour la première année de la Sundance, elle était disponible en un seul modèle de base. Pour 1988, un modèle RS haut de gamme était disponible. Le modèle RS, qui signifiait Rally Sport, était livré avec des fonctionnalités standard qui comprenaient de la peinture bicolore, des phares antibrouillard et un volant gainé de cuir. Elle était également disponible avec un moteur quatre cylindres en ligne de 2,5 L turbocompressé et d'autres équipements comme un système audio Infinity, des vitres teintées et deux rétroviseurs électriques. Pour 1991, le modèle de base s'est divisé en deux modèles distincts: l'America d'entrée de gamme et la Highline de niveau intermédiaire, en plus de la RS haut de gamme. L'America dépouillée avait déjà été offerte pour la dernière année de la Plymouth Horizon en 1990.
Pour 1992, le modèle RS est abandonné, au profit de la renaissance du nom Duster pour une version performante de la Sundance. La Duster comportait un V6 de 3,0 L, des roues en alliage spécial, des graphismes «Duster», une calandre et des garnitures de couleur carrosserie, ainsi que d'autres équipements. Bien que la Sundance ait été critiquée par certains comme étant un mauvais choix pour porter le nom de "Duster", la voiture offrait de très bonnes performances et une tenue de route décente à faible coût (seulement environ 2 000 $ de plus qu'une Sundance de base), ce qui faisait en partie une raison pour laquelle Chrysler a utilisé le nom "Duster", car ce sont les qualités offertes par la voiture d'origine.
Pour l'année modèle 1993, le modèle America a été remplacé par un modèle de base mieux équipé. L'Highline serait également supprimé pour 1993.

## Marché européen
Entre avril 1988 et le milieu de 1991, Chrysler a proposé la Dodge Shadow sur de nombreux marchés européens sous le nom de Chrysler ES. La ES était basée sur la Dodge Shadow ES et était relativement le même véhicule, mais sans l’insigne "Shadow". Proposé uniquement en tant que berline 3 portes, le moteur standard était un 2,2 L à injection de carburant, avec un turbocompresseur en option. Pour 1989, le moteur de 2,2 L a été remplacé par le plus grand 2,5 L. Les moteurs étaient reliés à une transmission manuelle à cinq vitesses standard, une boîte automatique à trois vitesses étant proposée en option moyennant un surcoût. Les ventes en Europe s’étant révélées très médiocres, les ventes de la Chrysler ES se sont arrêtées au milieu de 1991, laissant le segment sans successeur direct jusqu’à l’introduction de la Dodge Neon en 1995.

## Shelby CSX
Carroll Shelby Enterprises a modifié des Shadow en plusieurs véhicules axés sur les performances, comme la Shelby CSX, qui était équipé d'un moteur turbocompressé de 2,2 L développant 174 chevaux (130 kW). En raison de la légèreté et du moteur puissant de la voiture à une époque où les moteurs étaient étouffés par les émissions gouvernementales, elle était capable d'une accélération égale ou supérieure à celle de nombreuses muscle car et voitures de sport contemporaines de l'époque. Une version sans refroidisseur intermédiaire, d'une puissance de 150 ch (112 kW), a été vendue à Thrifty sous le nom de CSX-T.